# Blue Wave Harmony
Die Blue Wave Harmony ist eine 1991 als European Seaway in Dienst gestellte Fracht- und Passagierfähre. Bis 2020 wurde das Schiff von P&O Ferries auf der Strecke von Dover nach Calais eingesetzt.

## Geschichte
Die European Seaway wurde am 15. Oktober 1990 unter der Baunummer 1075 bei Schichau Seebeck in Bremerhaven auf Kiel gelegt und am 20. April 1991 vom Stapel gelassen. Nach der Übernahme durch P&O am 2. Oktober 1991 wurde das Schiff am 7. Oktober auf der Strecke von Dover nach Zeebrugge in Dienst gestellt.
Von März 1998 bis Oktober 2002 wurde die European Seaway gemeinsam von P&O und der Stena Line bereedert. Im Dezember 2002 wechselte das Schiff auf die Strecke von Dover nach Calais.
Im Januar 2004 wurde die European Seaway in Falmouth aufgelegt. Ab Juni 2004 lag das Schiff ungenutzt in Birkenhead, ehe es ab Januar 2005 wieder auf der Strecke von Dover nach Calais im Einsatz war. Von Oktober bis November 2011 wurde die European Seaway erneut aufgelegt, diesmal in Tilbury.
Von März bis Oktober 2012 wurde das Schiff als schwimmende Unterkunft für Arbeiter einer Windkraftanlage in Skegness an Centrica Renewable Energy verchartert. Am 22. Dezember 2012 nahm es wieder den Dienst von Dover nach Calais auf. Von August 2014 bis März 2015 wurde die European Seaway abermals für denselben Zweck verchartert und diesmal vor Helgoland eingesetzt. Seit dem 20. Juli 2015 war sie wieder im Dienst von Dover nach Calais.
Aufgrund der COVID-19-Pandemie wurde die European Seaway im Mai 2020 ausgemustert und in Tilbury aufgelegt. Anfang Oktober 2020 gab P&O Ferries bekannt, das Schiff nicht wieder in Dienst zu stellen, sondern zum Verkauf anzubieten.
Im Dezember 2021 wurde das Schiff an ein Unternehmen aus Lettland verkauft und in Sea Anatolia umbenannt, neuer Heimathafen wurde Panama. Nach der Überführung in die Türkei erfolgten Reparatur- und Umbaumaßnahmen in Yalova und Tuzla. Vorgesehen war ein Einsatz zwischen der Ukraine und der Türkei, welcher aufgrund des Ukraine-Krieges jedoch nicht zustande kam. Am 6. April 2023 kaufte das indische Unternehmen Blue Wave das Schiff und nannte es in Blue Wave Harmony um. Das Schiff bediente bis November 2023 die Strecke La Unión (El Salvador) – Caldera (Costa Rica).
Im Frühjahr 2024 charterte das spanische Verteidigungsministerium das Schiff für Materialtransporte zwischen Motril und Stettin. Im Anschluss fand ein weiterer, kurzer Chartereinsatz zwischen San Juan und Santo Domingo statt.

## Schwesterschiffe
Die European Seaway ist das einzige von insgesamt vier Schwesterschiffen, das nicht zu einer Autofähre umgebaut wurde. Die anderen drei Schiffe sind die Pride of Canterbury, Pride of Kent und Pride of Burgundy.